# Tavel (Weinbaugebiet)

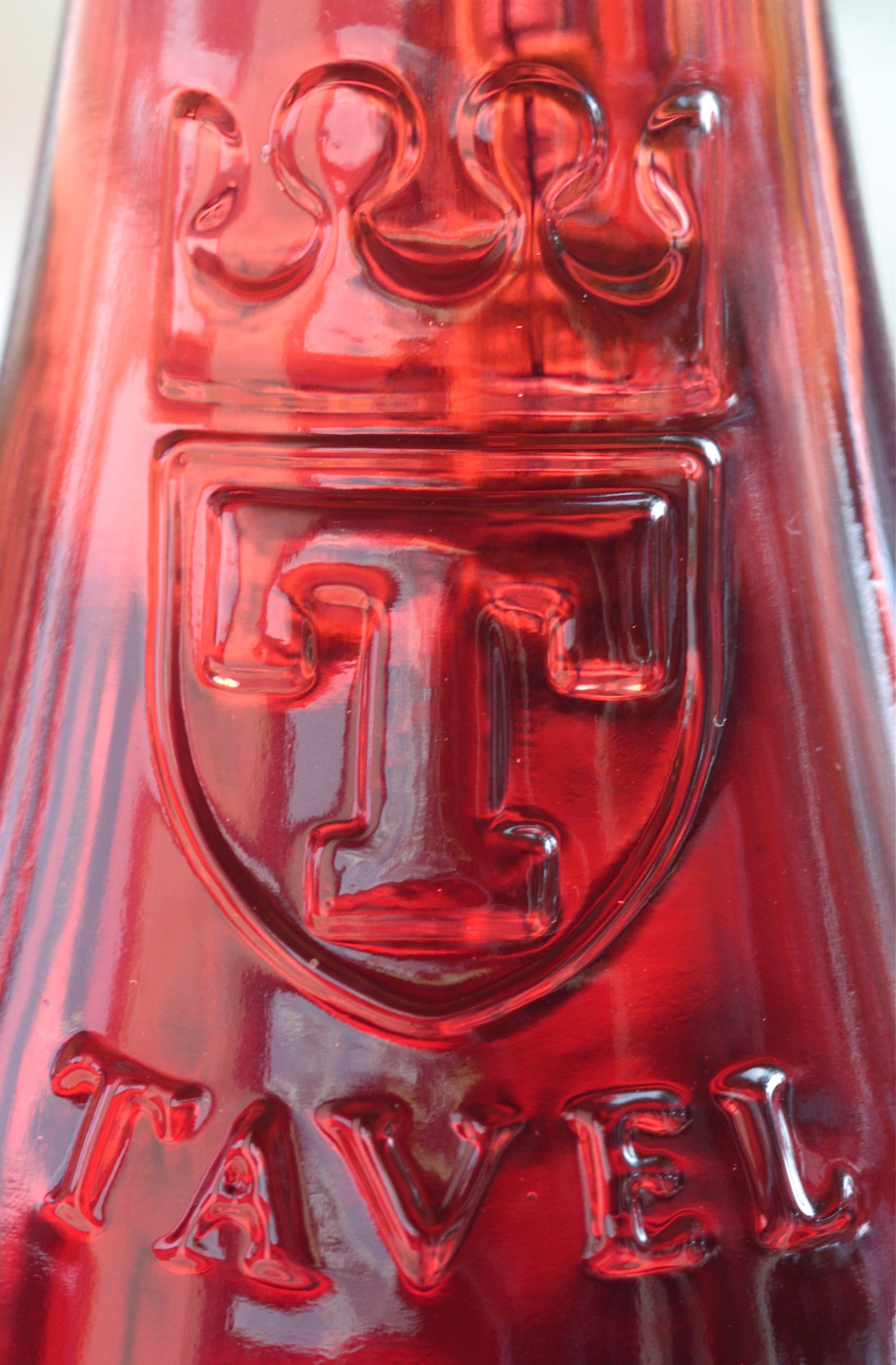
Das Farbspiel des Tavel mit seinem heute typischen Signet

Tavel ist ein Weinbaugebiet rund um die Stadt Tavel nahe dem Unterlauf der Rhône zwischen Nîmes und Châteauneuf-du-Pape. Seit 1936 besitzt es die Klassifizierung einer Appellation d’Origine Contrôlée. Mit 2700 Sonnenstunden ist es eine der meistbegünstigten Weinregionen Frankreichs. Mit seinen 933 ha auf einer Fläche von 1,5 km × 5,5 km ist es vergleichsweise klein. Zudem ist AOC Tavel die einzige Region an der Côtes du Rhône, in der ausschließlich Rebsorten für Roséwein angebaut werden. Dieser gehört zu den besten und teuersten Rosés Frankreichs. Der Ertrag ist je nach Jahr auf 35–50 hl/ha begrenzt.

## Lage
Tavel wird hauptsächlich westlich des Hauptortes im kontinuierlich bis über 250 Meter ansteigenden Tal Vallet de Malaven angebaut. Der Bach Malaven fließt in West-Ost-Richtung. Die benachbarten Flächen der angrenzenden Gemeinden Commune de Lirac im Norden und Commune de Rochefort im Süden sind bewaldet. Der östlich vom Hauptort gelegene Teil ist von verschiedenen Verkehrsadern durchzogen und macht weniger als die Hälfte der Anbaufläche aus. Von West nach Ost erstrecken sich die Gemarkungen Campey, La Vaute, Torette, Romagnac, Le Vau el Clos, Roc Crispin et Malaven, La Vousière, Vaucroze, Vacquières, Cabanelle, Moulin, Vestides, Cameyre, Varcenies, Plaine de Vallongue, La Genestière et Foucadure, Tavelat les Oliviers, Bouvelles, Olivet, Blaise d'arbres, Bouvelles, Montézargues, Manissy, Roquautes, Palus, Garauyas, les Pres und Grand Jonc.

## Geschichte
Weinbau hat hier eine jahrtausendalte Tradition, vorzeitliche Traubenpressen und archäologisch nachweisbare Reste von Wein zeugen davon. Ab dem 12. Jahrhundert hatte die Abtei Saint-André de Villeneuve-lès-Avignon Weinbau betrieben und qualitativ gefördert.
Seit 1731 gehört die Gemeinde zur Region Côtes du Rhône. Ab dieser Zeit ist die faßweise Verschiffung über den Hafen in Roquemaure nachweisbar. 1902 wird ein Erzeugerverband gegründet, bis 1927 waren mit 40 Produzenten nahezu alle Erzeuger angeschlossen. Auf Initiative ihres Präsidenten, Baron Pierre Le Roy de Boiseaumarié (1890–1967), dem Besitzer des Château Fortia in Châteauneuf-du-Pape, legten die Erzeuger gerichtlich ihr Anbaugebiet fest, so wie Boiseaumarié dies 1923 bereits in Châteauneuf-du-Pape durchgeführt hatte, dem ersten Weinanbaugebiet Frankreichs, das den AOC beantragt hatte. Für den Tavel wurde ein Gerichtsbeschluss am 28. Januar 1928 gefällt und für den 17. Mai 1936 rechtlich festgesetzt. In den Jahren 1968, 1987, 1988, 1990 und 1996 wurde es den Bedürfnissen angepasst.

## Terroir

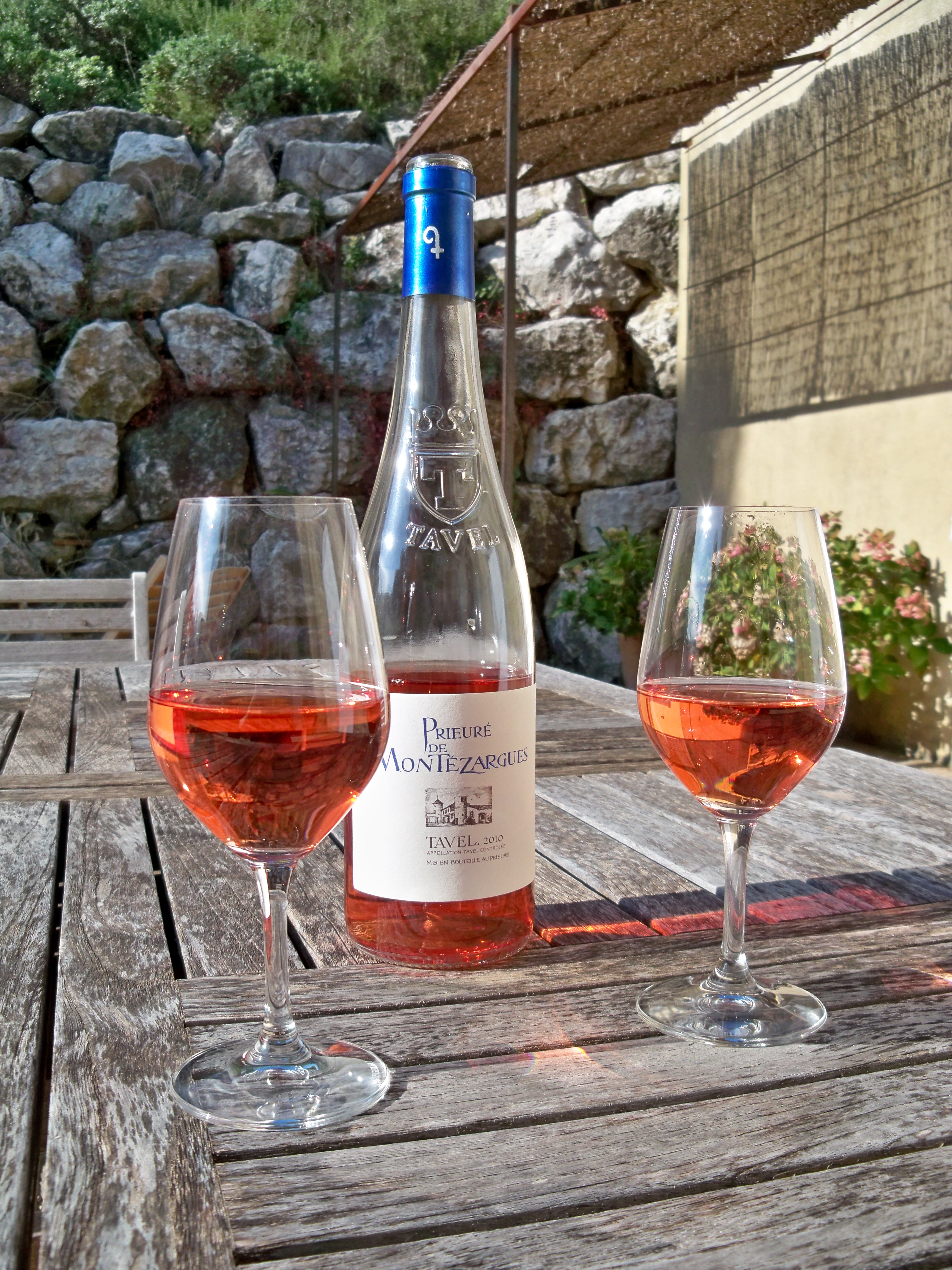
Prieuré de Montézargues Rosé

Während die Westhälfte des Anbaugebietes einem typischen, flachen Talkessel entspricht, ist die Hälfte östlich des Ortes Tavel orographisch stark gegliedert: Das Tal des Malaven verengt sich hinter dem Ort wie ein Flaschenhals und wird an dieser engsten Stelle von der Autoroute A9 überquert. Die Autobahn verläuft auf einer Ablagerung, die sich am Ende des Mesozoikums, also in der Kreidezeit gebildet hat. Sie besteht überwiegend aus Kalkstein mit Meeressedimentierungen einschließlich Fossilien. Der Weinbau ist hier überwiegend terrassiert.
Entsprechend unterschiedlich sind die Bodenarten: Im östlichsten Bereich finden sich Schwemmböden, die originär von der Rhône stammen, erdzeitlich aber um bis zu 40–50 Meter angehoben wurden. Überwiegend sandige Bodenverhältnisse befinden sich im Nordosten nahe der Gemeinde Roquemaure, die zwar der Terroirtypizität entsprechen, aber geringere Hektarerträge bringen und aufgrund des Tavel-Erfolgs als letzte Flächen hinzugenommen wurden. An der Südseite dominieren Lehmschichten, die solide Erträge erwirtschaften lassen, da sie gegenüber anderer Flächen bei länger dauernden Mistralwinden nicht so rasch austrocknen und sehr fruchtige Weine hervorbringen. Diese Böden mit niedrigem Ertrag erbringen frische Weine. In der Westhälfte überwiegt Löss-Mergel-Gemisch.

## Technische Daten
Auf 933 ha werden bei einer Stockdichte von 4000 Stöcke pro ha und einem Hektarertrag von 35–50 hl/ha knapp 45.000 hl pro Jahr erzeugt. Die zugelassenen Rebsorten sind Grenache, Cinsault, Syrah, Clairette Rose, Piquepoul Blanc, Calitor, Bourboulenc, Mourvèdre und Carignan. Die Mindestanteil im zu produzierenden Wein betragen für Grenache und Cinsault je 15 %, bei allen anderen Sorten 10 %, höchstens jedoch 60 %, sodass es im Tavel keine reinsortigen Weine, sondern nur Cuvées gibt. Zugelassen sind ferner nur Weine mit einem maximalen Alkoholgehalt von 13,5 Vol.-%.
Etwa zwei Drittel der Produktion werden in Frankreich konsumiert; die wichtigsten ausländischen Märkte sind Belgien, Deutschland und die Vereinigten Staaten von Amerika (22–16 %), Skandinavien und Großbritannien (14 % bzw. 10 %). Die Hälfte wird in Groß- und Einzelgebinden über den Handel vermarktet, knapp ein Drittel verlässt den Keller des Erzeugers durch den Konsumenten. Der Rest gelangt auf Messen oder an Händler (Négociants), die den Wein anderweitig – zum Beispiel für Weinbrand oder für den Verschnitt anderer Weinregionen – verwerten.